# Neolophonotus lightfooti
Neolophonotus lightfooti är en tvåvingeart som beskrevs av Jason Gilbert Hayden Londt 1986. Neolophonotus lightfooti ingår i släktet Neolophonotus och familjen rovflugor. Inga underarter finns listade i Catalogue of Life.